# Hồ (phường)
Hồ là phường trung tâm của thị xã Thuận Thành, tỉnh Bắc Ninh, Việt Nam.

## Địa lý
Phường Hồ nằm bên dòng sông Đuống, có vị trí địa lý:
- Phía đông giáp xã Hoài Thượng và phường An Bình
- Phía tây giáp phường Song Hồ
- Phía nam giáp phường Gia Đông và phường Trạm Lộ
- Phía bắc giáp huyện Tiên Du.

Phường Hồ có diện tích 5,11 km², dân số năm 2022 là 16.183 người, mật độ dân số đạt 3.166 người/km².

## Lịch sử
Vùng đất này trước năm 1945 vốn thuộc tổng Đông Hồ, phủ Thuận Thành, tỉnh Bắc Ninh. Sau Cách mạng Tháng Tám, chính quyền mới chia tổng Đông Hồ thành ba xã: Tú Hồ (gồm các làng: Đông Hồ, Tú Khê, Đạo Tú, Xuân Tú và Tú Tháp), Bắc Hồ (gồm các làng: Trương Xá, Lạc Thổ, Lạc Đạo), Đông Côi (gồm các làng: Cả, Lẽ và ấp Đông Côi). Trong đó hai xã Bắc Hồ và Đông Côi có địa bàn tương ứng với phường Hồ ngày nay. Ngày 9 tháng 2 năm 1966, xã Bắc Hồ hợp nhất với xã Tú Hồ thành xã Song Hồ, xã Đông Côi hợp nhất với xã Gia Định thành xã Gia Đông theo Quyết định số 34-NV của Bộ trưởng Bộ Nội vụ.
Ngày 18 tháng 2 năm 1997, Chính phủ ban hành Nghị định số 13-CP. Theo đó, thành lập thị trấn Hồ, thị trấn huyện lỵ huyện Thuận Thành, trên cơ sở 261,45 ha diện tích tự nhiên và 4.988 người của xã Song Hồ, 223,36 ha diện tích tự nhiên và 3.009 người của xã Gia Đông.
Sau khi thành lập, thị trấn Hồ có 484,81 ha diện tích tự nhiên và 7.997 người.
Ngày 31 tháng 12 năm 2020, Bộ Xây dựng ban hành Quyết định số 1710/QĐ-BXD công nhận đô thị Hồ mở rộng (đô thị Thuận Thành, gồm toàn bộ 1 thị trấn và 17 xã thuộc huyện Thuận Thành) đạt tiêu chí đô thị loại IV.
Ngày 13 tháng 2 năm 2023, Ủy ban Thường vụ Quốc hội ban hành Nghị quyết số 723/NQ-UBTVQH15 (nghị quyết có hiệu lực từ ngày 10 tháng 4 năm 2023). Theo đó, thành lập thị xã Thuận Thành và thành lập phường Hồ thuộc thị xã Thuận Thành trên cơ sở toàn bộ 5,11 km² diện tích tự nhiên, 16.183 người của thị trấn Hồ.

## Kinh tế - xã hội
Đây là một phường nằm trong một khu vực đất phì nhiêu, xung quanh là những cánh đồng lúa vùng phù sa sông Đuống. Đây cũng là nguồn gốc của một loại gà quý của Việt Nam, đó là gà Hồ.
Trên địa bàn phường có chợ trung tâm thị xã Thuận Thành.
Khu công nghiệp Thuận Thành 2, Trường Đại học Kỹ thuật - Hậu cần Công an Nhân dân (T36) - Bộ Công an nằm trên phường.
Trên địa bàn phường Hồ còn có các trường học:
- Trường THPT Thuận Thành số 1
- Trường THPT Thuận Thành số 3
- Trường THPT Thiên Đức
- Trung tâm GDTX Thuận Thành
- Trường THCS Vũ Kiệt
- Trường Tiểu học Hồ.

## Giao thông
Phường Hồ có nhiều tuyến đường giao thông quan trọng chạy qua như quốc lộ 38, tỉnh lộ 280, 282, 283 và đường thủy nội địa trên sông Đuống.Tại phiên họp thường kỳ tháng 4 năm 2014 HĐND tỉnh Bắc Ninh đã thông qua nghị quyết 134/2014/NQ-HĐND17 ngày 24/4/2014 về việc đặt tên một số tuyến đường phố chính của phường Hồ (giai đoạn 1) Các tuyến đường phố chính của phường Hồ:
- Đường Kinh Dương Vương (QL38).
- Đường Lạc Long Quân (QL17).
- Đường Âu Cơ (TL283).
- Đường Hai Bà Trưng (trục Bắc -Nam trung tâm thị xã).
- Đường Siêu Loại (trục Đông -Tây trung tâm thị xã).
- Đường Thiên Đức (TL280).
- Đường Vương Văn Trà (đường Nam kênh Bắc).
- Phố Nguyễn Quang Bật (đường làng Lạc Thổ).
- Phố Nguyễn Chí Tố (đường nhánh 2 phố Hồ - Đạo Tú).
- Phố Dương Như Châu (đừơng làng Lạc Thổ).
- Phố Nguyễn Cự Đạo (đường làng Đông Côi).
- Phố Đông Côi (đường làng Đông Côi).